# Thelairodoria setinervis
Thelairodoria setinervis är en tvåvingeart som först beskrevs av Daniel William Coquillett 1910.  Thelairodoria setinervis ingår i släktet Thelairodoria och familjen parasitflugor. Inga underarter finns listade i Catalogue of Life.